# Nesrdečné pozdravy z Ruska
Nesrdečné pozdravy z Ruska (v anglickém originále From Russia Without Love) jsou 6. díl 30. řady (celkem 645.) amerického animovaného seriálu Simpsonovi. Scénář napsal Michael Ferris a díl režíroval Matthew Nastuk. V USA měl premiéru dne 11. listopadu 2018 na stanici Fox Broadcasting Company a v Česku byl poprvé vysílán 11. března 2019 na stanici Prima Cool.

## Děj
Marge s Homerem přemýšlí, koho pozvou na Díkůvzdání. Kvůli tomu, že přátelé mnoho vypijí, dohodnou se nepozvat Vočka. Když to Homer Vočkovi oznámí, urazí se.  
Mezitím Bart zavolá Vočkovi s jeho vtípkem. Zeptal se ho, zda v hospodě není Já Jsem Drška, ale Vočko se nenechal nachytat. Bart, Nelson a Milhouse se rozhodnou, že již nebudou Vočkovi volat, ale že jejich žerty povýší na hardcore. Bart s přáteli navštíví Hermanovy starožitné zbraně a požádají Hermana o „munici na profesionální rošťárny“. Herman odpoví, že jim munici neprodá, ale naznačil jim, že se setkají ve sklepě. Ve sklepě jim Herman propůjčí počítač s darknetem. Na darknetu objednají Vočkovi nevěstu. Po příjezdu ruské nevěsty Anastasie se přátelé dobře baví. Když Vočko zjistí, že k němu přijela jeho manželka, tak je překvapený. Vočko Anastasii představí jeho hospodu. Simpsonovi poté doma diskutují o Vočkově manželce.  
Další ráno Anastasia uklidí a vyzdobí Vočkovu hospodu. Vočko kvůli ní vydělá více peněz než obvykle, ale o výdělek se s ní nepodělí. Vypráví jí, že s ženami nikdy neměl dlouhodobý vztah, neboť se vždy rozpadl. 
Bart si na jméno Já Jsem Držku z darknetu objedná sumaterskou březí krysu. Homer s Marge zjistí, že Bart Vočkovi objednal nevěstu a březí krysu. Poté jsou na Barta naštvaní a litují Vočka. Bart za trest musí napsat na vjezd do garáže asi 50krát větu „Už nikdy nebudu objednávat březí krysy“. Po chvíli začalo pršet a Bart musel napsat věty znova. Jeho trestem je také přebalování dědy Abrahama.
Anastasia od Vočka odejde a vydají se do ruské čajovny v Ogdenvillu. Mezitím si Anastasia najde nového přítele, Šášu Krustyho. Vočko se vrátí zpět do Springfieldu a s jeho přáteli se pokusí vymyslet plán, jak Anastasii získat zpět. Vypraví se zpátky do Ogdenvillu, aby ji získal zpět. Anastasia se s Krustym rozejde a s Vočkem zůstane za podmínky, že uspořádá svatbu podle ruských tradic, a ten souhlasí. Sjedou se jejich přátelé a rodina. Na svatbu přijde také Duffman, který propaguje své nové kalendáře a pivo Duff. Poslední trest pro Barta je to, že na jejich svatbě musí mít růžový oblek. Na dokumentu z darknetu je napsáno, že Vočko daroval všechen svůj majetek Anastasii. Vočko se rozhodne nepolíbit Anastasii, aby jeho srdce neutrpělo další jizvu v případě rozvodu. Poté zjišťuje, že Anastasia vůbec není z Ruska, ale z Columba v Ohaiu. Také zjistí, že Anastasia je podvodnice, a řekne jí, že má velké dluhy (které nyní připadají na ni). Pohádají se a svatba neproběhne. Anastasia odejde se školníkem Willym a zalže mu, že je ze Skotska. Nakonec Vočko zůstane sám.

## Přijetí
Tony Sokol z Den of Geek dal epizodu 3,5 z 5 bodů: „V epizodě není žádný politický komentář a společenský komentář se týká pouze sumců. Mezinárodní incident se ukáže být až příliš domácí. Nesrdečné pozdravy z Ruska jsou dlouhý, smutný pohled do Vočka. Něco, od čeho většina komunit raději odvrací zrak. Ale Springfield není jen tak ledajaká čtvrť. Ani se neví, v jakém státě se nachází. Epizoda končí dalším smutkem, když Nelson uvízne na základně o planetu dál, kde se špatně kouří. Představení dvou vedlejších postav umožňuje seriálu dýchat o něco méně povrchně, protože 30. řada Simpsonových se ohlíží za příběhem a vnitřním vývojem.“.
Dennis Perkins z The A.V. Clubu udělil epizodě známku C+, když uvedl: „Ve scénáři e prostě příliš málo investováno buď do emocionální stránky Vočkova dilematu, nebo do potenciální černé komedie, která je vlastní celé zápletce s poštovním doručovatelem. Kupodivu jsem si vzpomněl na ranou epizodu seriálu Aqua Teen Hunger Force na stejné téma, kde se přinejmenším ponurý chaos tohoto občasně brilantního seriálu cítil jako doma u druhého tématu… Tady se Nesrdečné pozdravy z Ruska snaží jít na světlo i na temno zároveň a nedaří se jim ani jedno.“.
Nesrdečné pozdravy z Ruska dosáhly podílu 4 a sledovalo je 2,35 milionu diváků, čímž se Simpsonovi stali nejsledovanějším pořadem večera na stanici Fox.